# Wyjec płaszczowy
Wyjec płaszczowy (Alouatta palliata) – gatunek ssaka naczelnego z podrodziny wyjców (Alouattinae) w obrębie rodziny czepiakowatych (Atelidae). Występuje w lasach deszczowych od południowego Meksyku po północną część Ameryki Południowej.

## Taksonomia
Gatunek po raz pierwszy zgodnie z zasadami nazewnictwa binominalnego opisał w 1849 roku brytyjski zoolog John Edward Gray, nadając mu nazwę Mycetes palliata. Miejsce typowe według oryginalnego opisu to „Caracas” (ang. Caraccas), ograniczone w 1910 roku przez Joela Asapha Allena do jeziora Nikaragua w Nikaragui. Okazy typowe to seria syntypów ze zbiorów Muzeum Historii Naturalnej w Londynie zebranych przez Auguste’a Sallégo: skóra i czaszka dorosłej samicy (sygnatura BMNH Mammals 1848.10.26.1); skóra (sygnatura BMNH Mammals 1848.10.26.2) i czaszka (sygnatura BMNH Mammals 1848.11.10.1) dorosłego samca.
Autorzy Illustrated Checklist of the Mammals of the World rozpoznają pięć podgatunków. Podstawowe dane taksonomiczne podgatunków (oprócz nominatywnego) przedstawia poniższa tabelka:
| Podgatunek          | Oryginalna nazwa            | Autor i rok opisu | Miejsce typowe                                            | Holotyp |
| ------------------- | --------------------------- | ----------------- | --------------------------------------------------------- | --- |
| A. p. aequatorialis | Alouata aequatorialis       | Festa, 1903       | Vinces, prowincja Guayas, Ekwador.                        | Cztery syntypy: dwa dorosłe samce, dorosła samica i jeden osobnik młodociany; skóry (sygnatury MZACUT 101, 102, 103 i 104) i czaszki (sygnatury MZACUT 4688, 4886, 4692 i 4693) ze zbiorów Zoologia del Museo Regionale di Scienze Naturali di Torino; okazy zebrane we wrześniu, gdzieś pomiędzy 1895 a 1898 rokiem, przez autora opisu. |
| A. p. coibensis     | Alouatta palliata coibensis | O. Thomas, 1902   | Wyspa Coiba, u wybrzeży Oceanu Spokojnego w Panamie.      | Dorosły samiec (sygnatura BMNH Mammals 1902.3.5.9) ze zbiorów Muzeum Historii Naturalnej w Londynie; okaz zabity i zebrany 18 maja 1901 roku przez Josepha Batty’ego. |
| A. p. mexicana      | Alouatta palliata mexicana  | Merriam, 1902     | Minatitlan, na wysokości 100 ft (30 m), Veracruz, Meksyk. | Skóra i czaszka dorosłego samca (sygnatura USNM:MAMM:79398) ze zbiorów Narodowego Muzeum Historii Naturalnej w Waszyngtonie; okaz zebrany 23 kwietnia 1896 roku Edwarda Alphonso Goldmana i Edwarda Williama Nelsona. |
| A. p. trabeata      | Alouatta palliata trabeata  | B. Lawrence, 1933 | Capina, Herrera, Panama.                                  | Skóra i czaszka dorosłego samca (sygnatura MCZ:Mamm:29545) ze zbiorów Muzeum Zoologii Porównawczej w Cambridge; okaz zebrany w marcu 1933 roku przez Thomasa Barboura. |

### Etymologia
- Alouatta: lokalna, karaibska nazwa arawata dla wyjców[27].
- palliata: łac. palliatus „okryty, przyodziany”, od pallium „płaszcz”[28].
- aequatorialis: późnołac. aequatorialis „równikowy”, od aequator „równik”, od łac. aequare „zrównać się”, od aequus „równy”[29].
- coibensis: wyspa Coiba, Veraguas, zachodnia Panama[30].
- mexicana: Meksyk[31].
- trabeata: łac. trabeatus „ubrany w szatę państwową”, od trabea „toga obszyta fioletowymi paskami”[32].

## Zasięg występowania
Wyjec płaszczowy występuje w zależności od podgatunku:
- A. palliata palliata – wyjec płaszczowy – północno-wschodnia Gwatemala na wschód do wschodniej Kostaryki lub zachodniej Panamy; nie występuje w Salwadorze, ale mógł tam kiedyś występować.
- A. palliata aequatorialis – wyjec równikowy – od wschodniej Kostaryki lub zachodniej Panamy do zachodniej Kolumbii, zachodni Ekwador i północno-zachodnie Peru (skrajnie północny region Tumbes).
- A. palliata coibensis – wyjec wyspowy – południowo-zachodnia Panama (wyspy Coiba i Jicarón).
- A. palliata mexicana – wyjec meksykański – południowy i południowo-wschodni Meksyk (stany: Veracruz, Tabasco, Campeche, Oaxaca i północne Chiapas) oraz Gwatemala, na obszarze przylegającym do południowej granicy zasięgu A. pigra.
- A. palliata trabeata – wyjec złoty – południowo-zachodnia Panama (półwysep Azuero).

## Morfologia
Długość ciała samic 46–60 cm, samców 47–63 cm, długość ogona samic 55–66 cm, samców 60–70 cm; masa ciała samic 3,1–7,6 kg, samców 4,5–9 kg. Średniej wielkości małpa o czarnym futrze. Po bokach ciała sierść jest dłuższa, brązowa lub żółtawa. Twarz i dolna część ogona nagie.

## Tryb życia
Wyjce płaszczowe żyją w koronach drzew, w stadach liczących 10–20 osobników. Grupy nie są stałe, poszczególne osobniki często przenoszą się z jednego stada do drugiego. Podobnie jak inne wyjce, samce używają głośnych dźwięków do porozumiewania się między sobą.
Wyjce płaszczowe są roślinożerne, żywią się liśćmi, owocami i kwiatami.
Wyjce płaszczowe są poligamiczne. Sezon godowy trwa cały rok, samice osiągają dojrzałość płciową w wieku ok. 3 lat. Średnio co dwa lata zachodzą w ciążę, która trwa ok. 6 miesięcy, i rodzą jedno młode. Samce są płodne po 3,5 roku życia, ale zazwyczaj rozmnażają się dopiero w wieku sześciu lat, kiedy osiągną odpowiednią rangę w stadzie. Samce średnio żyją ok. 7 lat, samice 11–12.

## Zagrożenie
Liczba osobników wyjca płaszczowego jest dość stabilna, największym zagrożeniem jest dla niego niszczenie jego środowiska naturalnego. W południowym Meksyku w wyniku wycinki lasów wiele wyjców przeniosło się na plantacje kakao i kawy. Status zagrożenia dla poszczególnych podgatunków przedstawia poniższa tabelka:
| Nazwa łacińska      | Status IUCN                      |
| ------------------- | -------------------------------- |
| A. p. palliata      | EN (ang. endangered ‘zagrożony’) |
| A. p. aequatorialis | VU (ang. vulnerable ‘narażony’)  |
| A. p. coibensis     | EN                               |
| A. p. mexicana      | EN                               |
| A. p. trabeata      | EN                               |